# Partido judicial de El Burgo de Osma
El partido judicial de El Burgo de Osma es uno de los cinco partidos judiciales, coincidente con la comarca de Tierras del Burgo, en que estaba tradicionalmente dividida la provincia de Soria en la región de Castilla la Vieja (España).

## Geografía
Situado en el oeste de la provincia, linda al norte con los partidos de Salas; al este con los partidos de Soria y de Almazán; al sur con el de Atienza; y al oeste con los de Sepúlveda y de Aranda.
Atravesado de este a oeste por el río Duero, al que confluyen sus afluentes Ucero, Avión, Madre de Rejas y Sequillo por la derecha y los denominados Pedro y Caracena. 
Los ríos Arandilla, Madre de Rejas, Pedro y Caracena nacen en esta comarca.
El límite norte lo cierran los montes de Valmayo y la sierra de Nafría, al sur en la divisoria con la cuenta del Tajo la Sierra de las Cabras y la de Pela, con el pico de Cabeza Alta de 1.469 m s. n. m.

## Municipios
En la década de los años cincuenta del siglo pasado, contaba con 63 municipios, eran entonces los siguientes:
- Alcozar (Langa)
- Alcoba de la Torre (Alcubilla)
- Alcubilla de Avellaneda
- Alcubilla del Marqués (Burgo)
- Aldea de San Esteban (San Esteban)
- Atauta (San Esteban)
- Aylagas (Valdemaluque)
- Berzosa (Burgo)
- Blacos
- Bocigas de Perales (Langa)
- Boós (Valdenebro)
- Cañicera (Retortillo)
- Caracena
- Carrascosa de Arriba (Montejo)
- Carrascosa de Abajo
- Casarejos
- Castillejo de Robledo
- Cuevas de Ayllón (Montejo)
- Cubilla
- El Burgo de Osma
- Espeja de San Marcelino
- Espejón
- Fresno de Caracena
- Fuentearmegil
- Fuentecambrón
- Fuentecantales (Talveila)
- Herrera de Soria
- Hoz de Abajo (Montejo)
- Hoz de Arriba (Montejo)
- Gormaz
- Ines (San Esteban)
- La Perera (Recuerda)
- Langa de Duero
- Lodares de Osma (Burgo)
- Liceras
- Losana
- Madruédano (Retortillo)
- Matanza de Soria (San Esteban)
- Miño de San Esteban
- Modamio
- Montejo de Tiermes
- Morcuera (San Esteban)
- Muriel de la Fuente
- Nafría de Ucero
- Nograles (Recuerda)
- Noviales (Montejo)
- Olmillos (San Esteban)
- Osma (Burgo)
- Peralejo de Escuderos (Retortillo)
- Piquera de San Esteban (San Esteban)
- Quintanas Rubias de Abajo (San Esteban)
- Quintanas Rubias de Arriba (San Esteban)
- Quintanas de Gormaz
- Quintanilla de Tres Barrios  (San Esteban)
- Recuerda
- Rejas de San Esteban (San Esteban)
- Retortillo de Soria
- San Esteban de Gormaz
- San Leonardo de Yagüe
- Santa María de las Hoyas
- Sauquillo de Paredes (Retortillo)
- Soto de San Esteban (San Esteban)
- Talveila
- Tarancueña (Retortillo)
- Torralba del Burgo (Burgo)
- Torreblacos
- Torremocha de Ayllón (San Esteban)
- Torrevicente  (Retortillo)
- Ucero
- Vadillo
- Valdemaluque
- Valdenarros (Burgo)
- Valdenebro
- Valderromán (Montejo)
- Valdanzo (Langa)
- Valvenedizo (Retortillo)
- Velilla de San Esteban (San Esteban)
- Vildé (Burgo)
- Villálvaro (San Esteban)
- Villanueva de Gormaz
- Zayas de Báscones (Alcubilla)
- Zayas de Torre (Langa)

## Demarcación y Planta
En la actualidad se denomina partido judicial de Burgo de Osma-Ciudad de Osma, Segundo partido de la provincia de Soria, y está formado por los siguientes treinta y cuatro municipios:
- Alcubilla de Avellaneda
- Blacos
- Burgo de Osma
- Caracena
- Carrascosa de Abajo
- Casarejos
- Castillejo de Robledo
- Cubilla
- Espeja de San Marcelino
- Espejón
- Fresno de Caracena
- Fuentearmegil
- Fuentecambrón
- Gormaz
- Herrera de Soria
- Langa de Duero
- Liceras
- Miño de San Esteban
- Montejo de Tiermes
- Muriel de la Fuente
- Nafría de Ucero
- Quintanas de Gormaz
- Recuerda
- Retortillo de Soria
- San Esteban de Gormaz
- San Leonardo de Yagüe
- Santa María de las Hoyas
- Talveila
- Torreblacos
- Ucero
- Vadillo
- Valdemaluque
- Valdenebro
- Villanueva de Gormaz

Los municipios más poblados son El Burgo de Osma-Ciudad de Osma y San Esteban de Gormaz.

### Historia
Constituido a principios del siglo XIX contaba con 123 municipios que figuran clasificados aquí.